# 皮肤腺
皮肤腺（英語：skin gland），是指由表皮细胞转化而成的外分泌腺，包括汗腺、皮脂腺和乳腺等，可分为单细胞腺和多细胞腺。无脊椎动物和低等脊椎动物的皮肤腺多为单细胞腺；节肢动物和大多数脊椎动物的皮肤腺多为多细胞腺，一般由腺末房和导管组成，其中腺末房产生分泌物，导管则将分泌物引出。